# レーシング・ポイント RP19
レーシング・ポイント RP19 (Racing Point RP19) は、レーシング・ポイントが2019年のF1世界選手権参戦用に開発したフォーミュラ1カーである。

## 概要
2019年2月13日、カナダのトロントで開催されたカナディアン・インターナショナル・オートショーにてカラーリングが発表された。前年までのピンクを踏襲しつつ、新たにタイトルスポンサーとなったスポーツペサの青が加えられている。
フォース・インディアとしてスタートした前年の前半戦は深刻な資金難により、チーム存続の危機にさらされた。夏にランス・ストロールの父で実業家のローレンス・ストロールが率いるコンソーシアムによってチームは救済され、レーシング・ポイントとして再出発したことで資金難は脱したが、チーム状況が不透明な時点でマシン開発を始めなければならなかったことから、前年のフォース・インディア VJM11のパーツをいくつか使用し、シャシーも2019年のF1レギュレーションに合わせて修正を行うなど、コストパフォーマンスを重視した開発を行ったとテクニカルディレクターのアンドリュー・グリーンが明かしている。
フォース・インディア時代からのスポンサーであるBWTがメルセデス製パワーユニット(以下PUと表記)のネーミングライツ契約を結び、バッジネームは「BWTメルセデス」となる。

## 2019年シーズン
ドライバーはセルジオ・ペレスが残留し、ウィリアムズからランス・ストロールが移籍した。
プレシーズンテストではマシントラブルはなかったものの、前年の資金難に起因する影響で記録および走行距離を伸ばせずに終わった。
シーズン前半だが、前年の資金難の影響は否めず、アップデートの計画はあったが、その実行が順調に進まなかったため、マシンの戦闘力に苦しむこととなった。
開幕戦オーストラリアGPはペレスのQ3進出とストロールの9位入賞でスタートし、フライアウェイとなった第4戦アゼルバイジャンGPまではチームとして連続入賞を果たした。だが、第5戦スペインGP以降も時折入賞しているものの、マシン開発の遅れから苦戦。そんななか、第11戦ドイツGPでボディワークの変更も含めた大規模アップグレードの導入に成功。その結果、同GPの決勝でストロールが終盤のピットインのタイミングが成功したこともあり、4位入賞を果たした。
ここから調子が上がり始め、予選では苦戦が続くものの決勝ではペレスが好走するようになり、第15戦シンガポールGP以外入賞（第17戦日本GPは繰り上げ的な要素があるため厳密には異なる）し、コンストラクターズ6位をトロ・ロッソと争っていたが、第20戦ブラジルGPでトロ・ロッソのピエール・ガスリーが2位表彰台を得たことにより7位に転落。最終戦アブダビGPでペレスが7位に入賞したもののトロ・ロッソを逆転することはできず、コンストラクターズ7位でシーズンを終えた。

## スペック
- 型式：RP19
- シャシー：カーボンファイバーコンポジットモノコック、ザイロン側面貫通防止パネル
- サスペンション：アルミニウム製アップライト、カーボンファイバーコンポジットウィッシュボーン、トラックロッド&プッシュロッド、シャシー・マウントトーションスプリング、ダンパー&アンチロールバー
- ホイール：BBS（フロント: 13″x 13.7″、リア：13″x16.9″）
- クラッチ：APレーシング
- タイヤ：ピレリ P Zero
- ブレーキシステム：APレーシング 920E ブレーキキャリパー、自社製ブレーキ・バイ・ワイヤ、カーボンファイバー製ディスク&パッド
- 全幅：2,000mm
- 全高：5,600mm
- 重量：743kg（ドライバー、燃料含む）、ウエイト配分：45.4%〜46.4%
- パワーユニット：BWTメルセデス(メルセデスAMG F1 M10 EQ Power+)[3] 1.6リッター V6ターボ+ERS
- トランスミッション：メルセデス 8速、セミオートマチック

## 記録
- セルジオ・ペレス - 52点（ドライバーズランキング10位）
- ランス・ストロール - 21点（同15位）

| 年   | No. | ドライバー | 1   | 2   | 3   | 4   | 5   | 6   | 7   | 8   | 9   | 10  | 11  | 12  | 13  | 14  | 15  | 16  | 17  | 18  | 19  | 20  | 21  | ポイント | ランキング |
| 年   | No. | ドライバー | AUS | BHR | CHN | AZE | ESP | MON | CAN | FRA | AUT | GBR | GER | HUN | BEL | ITA | SIN | RUS | JPN | MEX | USA | BRA | ABU | ポイント | ランキング |
| ---- | --- | ---------- | --- | --- | --- | --- | --- | --- | --- | --- | --- | --- | --- | --- | --- | --- | --- | --- | --- | --- | --- | --- | --- | -------- | ---------- |
| 2019 | 11  | ペレス     | 13  | 10  | 8   | 6   | 15  | 12  | 12  | 12  | 11  | 17  | Ret | 11  | 6   | 7   | Ret | 7   | 8   | 7   | 10  | 9   | 7   | 73       | 7位        |
| 2019 | 18  | ストロール | 9   | 14  | 12  | 9   | Ret | 16  | 9   | 13  | 14  | 13  | 4   | 17  | 10  | 12  | 13  | 11  | 9   | 12  | 13  | 19† | Ret | 73       | 7位        |

- 太字はポールポジション、斜字はファステストラップ（key）
- † 印はリタイアだが、90%以上の距離を走行したため規定により完走扱い。